# Anna Geyer
Pour les articles homonymes, voir Geyer.
Anna Geyer (née Anna Elbert le 13 mars 1893 à Francfort-sur-le-Main, mort le 2 mars 1973 à Détroit (Michigan)) est une journaliste et militante socialiste, communiste et féministe allemande.

## Biographie
Fille d'un sculpteur, elle fait une formation de secrétaire. En 1917, elle rejoint le Parti social-démocrate indépendant d'Allemagne (USPD) et épouse Curt Geyer (de). Elle participe à l'organe de presse de l'USPD et est élue en 1919 au conseil municipal de Leipzig et au parlement de Saxe (de). Fin 1920, elle, son mari et son beau-père Friedrich Geyer de l'aile gauche de l'USPD rejoignent le Parti communiste d'Allemagne (KPD) ; elle est de l'organe de presse. Dans le cadre du conflit interne du parti en 1921 au moment de l'Action de mars, elle soutient Paul Levi et est exclue du KPD en août 1921. D'abord membre du KAG autour de Levi et Ernst Däumig, Anna Geyer et eux entrent à l'USPD au printemps 1922. Anna Geyer est active sur les sujets féministes.
Après la prise du pouvoir des nazis, elle fuit en 1933 en Tchécoslovaquie puis en 1937 en France. Après l'invasion de la France en 1940, elle fuit - contrairement à Curt Geyer, dont elle divorcera - par le Portugal aux États-Unis où elle milite dans le Council for a Democratic Germany avec Albert Grzesinski.